# World of Goo
World of Goo (официальное локализованное название — «Мир тягучек»; букв. с англ. — «Мир слизи», также существует перевод «Липкий мир») — компьютерная логическая игра с имитацией физических событий. Разработана компанией 2D Boy для платформ
Nintendo Wii, Windows, Mac OS X, Apple iOS, Linux, Android и Nintendo Switch. 19 мая 2023 года под издательством Netflix вышло переиздание для iOS и Android. Игра получила повышенное разрешение текстур, поддержку облачных сохранений и переработанное управление. 2 августа 2024 года было выпущено продолжение, World of Goo 2.

## Игровой процесс

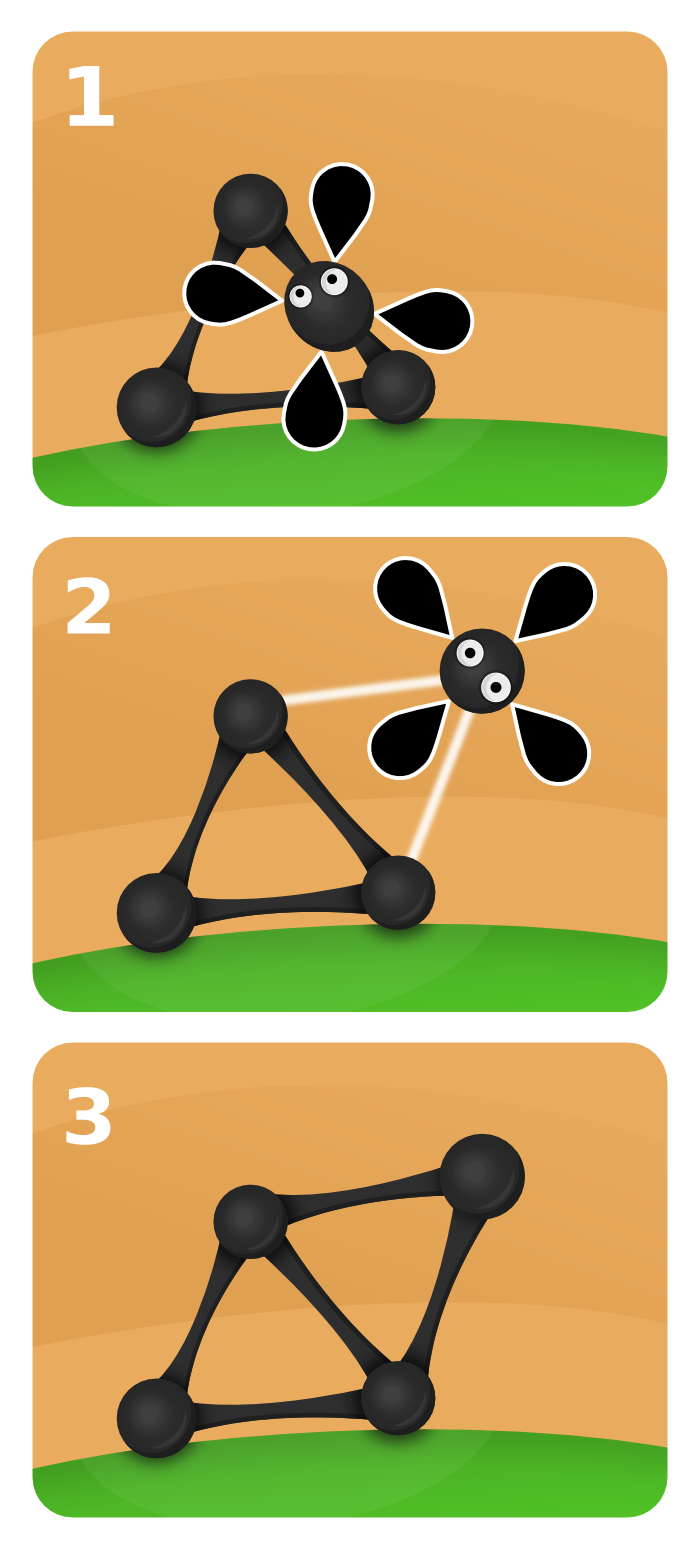

Игра построена вокруг идеи создания различных ферменных конструкций с помощью тягучек — липких шарообразных существ. Игра состоит из 4 глав и эпилога, каждая из которых содержит несколько уровней. Каждый уровень имеет собственные графические и музыкальные темы, которые придают ему неповторимую атмосферу.
Также существует бонусный уровень под названием World of Goo Corporation. Его суть заключается в том, чтобы строить высокие башни с помощью лишних тягучек, которые игрок собрал в ходе прохождения игры. Игроки со всего мира могут соревноваться в высоте башен благодаря тому, что высота башни загружается на специальный сервер. Однако, на сервер загружаются лишь данные о высоте башни, количестве использованных шариков, имени игрока и его страны. Вид самой башни не сохраняется. Башня каждого игрока представлена в виде одного облачка.
Игра состоит из 47 уровней (с учётом World of Goo Corporation — 48).
Основная цель игры состоит в том, чтобы привести необходимое количество тягучек до трубы, которая является выходом. Для того чтобы сделать это, игрок должен использовать тягучки для строительства мостов, башен и других сооружений на преодоление гравитации в различных местах, таких как подземелья, холмы, пропасти или скалы. Все шарики, которые игрок собрал сверх необходимых на данном уровне, отправляются в корпорацию «Мир тягучек».
Существуют несколько типов тягучек, каждый из которых обладает уникальными свойствами. Игрок должен комбинировать их для завершения каждого уровня.
WiiWare-версия включает многопользовательский режим до четырёх человек на одной приставке.

## Сюжет
Игра начинается с того, что в мире тягучек появляется странная система труб, по которым они попадают в корпорацию «Мир тягучек» (World of Goo Corporation) с неизвестными целями. Шарики начинают исследовать остров и обнаруживают другие острова с другими тягучками. На другом острове они включают электростанцию и попадают на фабрику на юге планеты. Там они запускают Продукт Z и попадают в виртуальную реальность. Чтобы отключить её, они идут по Информационной магистрали к компьютеру с именем «МАМА» и узнают, что неподалёку есть Корзина, в которой хранятся все удаленные письма, а в том числе и спам с червями и вирусами. Они освобождают Корзину, гора посланий заполняет корпорацию «Мир тягучек», и она взрывается. После тягучки попадают на последний остров, где они освобождают телескоп и видят, как тягучки заполнили весь мир.

## Разработка

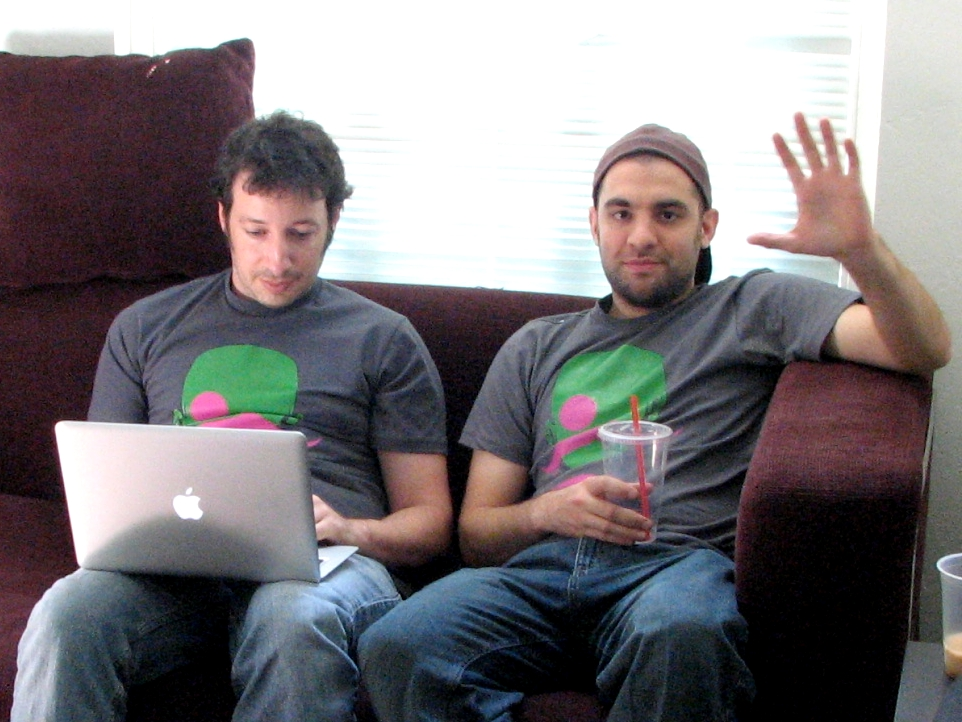
Ron Carmel и Kyle Gabler, создатели 2D Boy и разработчики World of Goo

World of Goo был создан двумя бывшими сотрудниками Electronic Arts, Кайлом Габлером и Роном Кармелом. Они оценили свои расходы на создание игры в 10 000 $, которые включают в себя аренду, питание, минимальное оснащение.

## Саундтрек
Саундтрек написан Кайлом Габлером и содержит 27 треков, многие из которых представлены в наиболее полных версиях, в то время как в игре используются их сокращённые варианты.
1. «World of Goo Beginning» − 1:09
2. «The Goo Filled Hills» − 0:25
3. «Brave Adventurers» − 1:07
4. «Another Mysterious Pipe Appeared» − 1:18
5. «World of Goo Corporation» − 0:17
6. «Regurgitation Pumping Station» − 3:40
7. «Threadcutter» − 0:55
8. «Rain Rain Windy Windy» − 2:45
9. «Jelly» − 2:38
10. «Tumbler» − 1:52
11. «Screamer» − 1:36
12. «Burning Man» − 1:49
13. «Cog in the Machine» − 4:03
14. «Happy New Year ™ Brought to You by Product Z» − 0:54
15. «Welcome to the Information Superhighway» − 1:56
16. «Graphic Processing Unit» − 1:06
17. «Years of Work» − 3:39
18. «My Virtual World of Goo Corporation» − 1:05
19. «Hello, MOM» − 0:06
20. «Inside the Big Computer» − 2:21
21. «Are You Coming Home, Love MOM» − 3:02
22. «Ode to the Bridge Builder» − 1:25
23. «The Last of the Goo Balls and the Telescope Operator» − 1:00
24. «Best of Times» − 3:41
25. «Red Carpet Extend-o-matic» − 4:04
26. «World of Goo Corporation’s Valued Customers» − 0:13
27. «World of Goo Ending» − 1:09

## Отзывы, награды и продажи
| Сводный рейтинг | Сводный рейтинг | Сводный рейтинг |
| Издание         | Оценка          | Оценка          |
| Издание         | PC              | Wii             |
| --------------- | --------------- | --------------- |
| GameRankings    | 92,27 %         | 94,04 %         |

Игра получила положительные отзывы и награды. Главным образом за инновационный геймплей. Также были отмечены визуальный ряд и музыка.
Игра победила на Independent Games Festival (2008) в номинациях:
- Innovation Award
- Technical Excellence

Игра заняла второе место в номинации «Инди года» (2008) журнала Игромания.
Летом 2018 года, благодаря уязвимости в защите Steam Web API, стало известно, что точное количество пользователей сервиса Steam, которые играли в игру хотя бы один раз, составляет 986 510 человек.